# Genova per noi
Genova per noi è un album di Bruno Lauzi, pubblicato dalla Numero Uno nel giugno del 1975.

## Tracce
Lato A
1. Genova per noi (Paolo Conte)
2. A bertoela (Bruno Lauzi, Gianfranco Reverberi, Giorgio Calabrese)
3. O scioco (Bruno Lauzi, Gianfranco Reverberi, Giorgio Calabrese)
4. Ostaie (Franco Piccolo, Sergio Alemanno)
5. Sto cicchetton de un Gioan (Franco Franchi, Gianfranco Reverberi)
6. Vicoli (Bruno Lauzi)

Lato B
1. La nostra spiaggia (C'etait nôtre plage) (Bruno Lauzi, Frank Thomas, Saintura)
2. A 'rappa (Giorgio Calabrese, Roberto Livraghi)
3. Mäe ben (Giorgio Calabrese, Roberto Livraghi)
4. O strassè (Franco Piccolo, Sergio Alemanno)
5. O frigideiro (Bruno Lauzi, Gianfranco Reverberi, Giorgio Calabrese)
6. Ma se ghe penso (Attilio Margutti, Mario Cappello)

## Musicisti
- Bruno Lauzi - voce
- J.C. Vannier - direttore orchestra (brano: La nostra spiaggia)
- G. Podestà - arrangiamenti (brani: A1, A2, A3, A4, A5, B3, B4, B5 e B6)